# Lola Bunny (drag queen)
Lola Bunny, nome artístico de Jorge Fonseca, é uma drag queen portuguesa. É considerado um dos principais rostos da nova geração de drag queens em Portugal.

## Biografia
Estreou-se na arte do transformismo em 2016 como Lola Bunny, influenciada pelas mulheres da sua família que lhe transmitiam a “feminilidade como algo forte, ao contrário do que a sociedade me fazia acreditar”. Seguindo o caminho já traçado pelo seu companheiro e também drag performer Rebecca Bunny (nome artístico de José Coelho), começou a atuar ocasionalmente na discoteca Trumps. Nesse período, ainda trabalhava na área da saúde, nomeadamente como optometrista, passando pouco depois a dedicar-se profissionalmente e de forma exclusiva às performances em clubes noturnos, festas privadas e eventos diversos.
Em 2018 foi a principal protagonista do documentário "You can call me Lola”, realizado por Ana Sofia Pais.
Em 2022 foi convidada para ser jurada no evento Miss Drag Lisboa, organizado por Miss Moço e Miguel Rita, ao lado de Belle Dommage, Sylvia Koonz e Lola Herself.
A 9 de abril de 2024 estreou-se na sala principal do Coliseu dos Recreios, em Lisboa, sendo responsável pela abertura do espetáculo “The Big Reveal Live Show” da artista norte-americana Sasha Velour, reconhecida por ter sido a vencedora da nona temporada de RuPaul's Drag Race.
Atualmente, Lola Bunny é uma das mais conhecidas artistas residentes da discoteca onde iniciou a sua carreira, incorporando o grupo The Royal House of Trumps. É também reconhecida pela sua estética teatral e provocadora, combinando elementos tanto de glamour como de horror.